# Paulin Maembo Gelingi
 (juin 2022).
Paulin Maembo Gelingi, né le 2 avril 1964 à Yangambi, est un homme politique de la République Démocratique du Congo. Il est élu député national pour la circonscription d'Isangi le 19 décembre 2019.